# Columbimorphae
Columbimorphae — це клада, виявлена шляхом аналізу геному, що включає птахів з рядів Columbiformes, Pterocliformes та Mesitornithiformes. Попередні аналізи також вказували на цю групухоча точні співвідношення відрізнялися.
|                 | Голубоподібні (Columbiformes)                                                                         |
|                 | |
| Pteroclimesites | \| \| Рябкоподібні (Pterocliformes) \| \| \| \| \| \| Роутелоподібні (Mesitornithiformes) \| \| \| \| |
|                 | \| \| Рябкоподібні (Pterocliformes) \| \| \| \| \| \| Роутелоподібні (Mesitornithiformes) \| \| \| \| |
|                 | Рябкоподібні (Pterocliformes)                                                                         |
|                 | |
|                 | Роутелоподібні (Mesitornithiformes)                                                                   |
|                 | |

|  | Рябкоподібні (Pterocliformes)       |
|  |                                     |
|  | Роутелоподібні (Mesitornithiformes) |
|  |                                     |